# Gladstone (Dakota Północna)
Gladstone – miasto w Stanach Zjednoczonych, w stanie Dakota Północna, w hrabstwie Stark.